# 가동초등학교 (충남)
가동초등학교는 대한민국 충청남도 당진군 송산면 가곡리에 있었던 공립 초등학교이다.

## 연혁
- 1974. 3. 1 : 유곡국민학교 가곡분교장 설립인가
- 1978. 3. 1 : 가동국민학교 승격인가(6학급)
- 1996. 3. 1 : 가동초등학교로 개칭
- 2006. 3. 1 : 가동초등학교 폐교(유곡초등학교로 통합)